# Universidad Politécnica de Durango
La Universidad Politécnica de Durango (UNIPOLI) es una universidad pública ubicada en la ciudad de Victoria de Durango. Fue fundada el 3 de agosto de 2005 y pertenece a la Dirección General de Universidades Tecnológicas y Politécnicas.

## Historia
La Universidad Politécnica de Durango surge con el objetivo de impartir educación superior en los niveles de licenciatura, especialización tecnológica y otros estudios, así como cursos de actualización en sus diversas modalidades, para preparar profesionales con una sólida formación técnica y en valores, conscientes del contexto nacional en lo económico, político y social.
La Universidad inició actividades formales en septiembre de 2005 con un total de 167 alumnos en tres carreras: 65 en Ingeniería en Telemática, 29 en Ingeniería en Tecnología Ambiental y 73 en la Ingeniería en Tecnologías de Manufactura, esto en instalaciones provisionales en el centro histórico de la ciudad de Victoria de Durango.

## Oferta educativa
- Licenciatura en Administración
- Ingeniería en Tecnologías de la Información e Innovación Digital
- Ingeniería en Manufactura Avanzada
- Ingeniería Civil
- Ingeniería Ambiental y Sustentabilidad
- Ingeniería en Ciberseguridad
- Ingeniería Industrial
- Ingeniería en Biotecnología

La UNIPOLI cuenta además con una modalidad escolarizada enfocada a alumnos que trabajan de día y por las tardes desean estudiar.